# جو کالورت
جو کالورت (انگلیسی: Joe Calvert; ۳ فوریهٔ ۱۹۰۷ – ۲۳ دسامبر ۱۹۹۹) بازیکن فوتبال اهل بریتانیا بود.
از باشگاه‌هایی که در آن بازی کرده‌است می‌توان به باشگاه فوتبال بریستول راورز، باشگاه فوتبال هال سیتی، باشگاه فوتبال واتفورد، و باشگاه فوتبال لستر سیتی اشاره کرد.